# HMS Ark Royal (1914)
Pour les autres navires du même nom, voir HMS Ark Royal.
Le HMS Ark Royal  était un transport d'hydravions de la Royal Navy qui a servi durant la Première et la Seconde Guerre mondiale.

## Service
- Bataille des Dardanelles
- Expédition de Salonique
- Guerre civile russe
- Bataille de l'Atlantique